# Nyodes brevicornis
Nyodes brevicornis är en fjärilsart som beskrevs av Walker 1856. Nyodes brevicornis ingår i släktet Nyodes och familjen nattflyn. Inga underarter finns listade i Catalogue of Life.